# Stephan Rittau
Stephan Rittau (* 27. Dezember 1891 in Wongrowitz; † 22. August 1942 bei Rschew, UdSSR) war ein deutscher Offizier, zuletzt Generalleutnant und Kommandeur der 129. Infanterie-Division im Zweiten Weltkrieg.

## Leben
Rittau trat am 28. März 1911 als Fahnenjunker in das preußische Heer ein. Er  wurde am 18. August 1912 zum Leutnant befördert. Sein Offizierspatent als Leutnant wurde auf den 28. August 1910 vordatiert. Rittau diente als Offizier im Ersten Weltkrieg.
Die Beförderungen zum Oberstleutnant erfolgte in der Wehrmacht am 1. September 1935 und die zum Oberst am 1. März 1938. Am 1. Februar 1939 wurde er Kommandeur vom 12. Infanterie-Regiment. Seine Beförderung zum Generalmajor erfolgte am 1. August 1940. Er wurde am 1. Oktober 1940 Kommandeur der 129. Infanterie-Division. Er nahm unter anderem an der Doppelschlacht bei Wjasma und Brjansk und in der darauf folgenden Schlacht um Moskau teil. Am 1. August 1942 wurde er zum Generalleutnant ernannt. Bei der Schlacht von Rschew wurde er getötet. Er wurde in Dubakino beigesetzt.

## Auszeichnungen
- Eisernes Kreuz (1914) II. und I. Klasse
- Spange zum Eisernen Kreuz II. und I. Klasse
- Ritterkreuz des Eisernen Kreuzes am 2. November 1941[2][3]